# Arka Noego (zespół muzyczny)
Arka Noego – dziecięcy zespół muzyczny wykonujący piosenki o tematyce religijnej. powstał już w roku 1999, gdy z okazji pielgrzymki papieża Jana Pawła II telewizyjna redakcja katolicka szukała odpowiedniej piosenki i wykonawców mających uświetnić wizytę. Powstały wtedy utwór Tato (Nie boję się, gdy ciemno jest) stał się wielkim przebojem, a twórcy programu „Ziarno” zasugerowali nagranie kolejnych.

## Historia
W skład wchodzą głównie dzieci członków zespołu 2Tm2,3 i ich przyjaciele. Młodzi wykonawcy śpiewają naturalnie i spontanicznie – nie mają specjalnie szkolonych i ustawianych głosów, nie odbywają regularnych prób. Na przestrzeni lat od początku powstania zespołu w składzie grupy było wiele dzieci. Według Roberta Friedricha, do 2011 przez zespół przewinęło się około 100 dzieci.
Zespół jeździ z koncertami po całej Polsce. Co roku daje specjalne koncerty z okazji Bożego Narodzenia i Wielkanocy, transmitowane później przez Telewizję Polską. Odbył kilka zagranicznych tournée, w tym do USA i Kanady.
W styczniu 2001 wystąpił w Auli Pawła VI na Watykanie przed papieżem Janem Pawłem II i tysiącami wiernych podczas wielkiego spotkania dzieci na zakończenie Roku Jubileuszowego, współorganizowanego przez boloński Instytut Antoniano.
Piosenki Arki zostały przetłumaczone i nagrane w kilku językach obcych – w Niemczech przez NOAHs KIDSs, w Peru – Arca de Noe, w USA – NOAHs KIDSs. Zapowiadana jest też wersja białoruska.
W roku 2005 zespół wystąpił w reklamie lodów Koral, w której śpiewał między innymi zmodyfikowaną wersję swojego przeboju „Taki mały, taki duży może świętym być” brzmiącą: „Taki mały, taki duży może lody jeść”.
W 2010 roku Arka Noego wystąpiła na scenie folkowej XVI Przystanku Woodstock. Rok później zespół wystąpił na festiwalu ponownie, tym razem na scenie głównej. Podczas koncertu jego członkowie odebrali statuetkę Złotego Bączka – nagrodę dla najlepszego koncertu mającego miejsce na scenie folkowej podczas poprzedniej edycji festiwalu.

## Skład

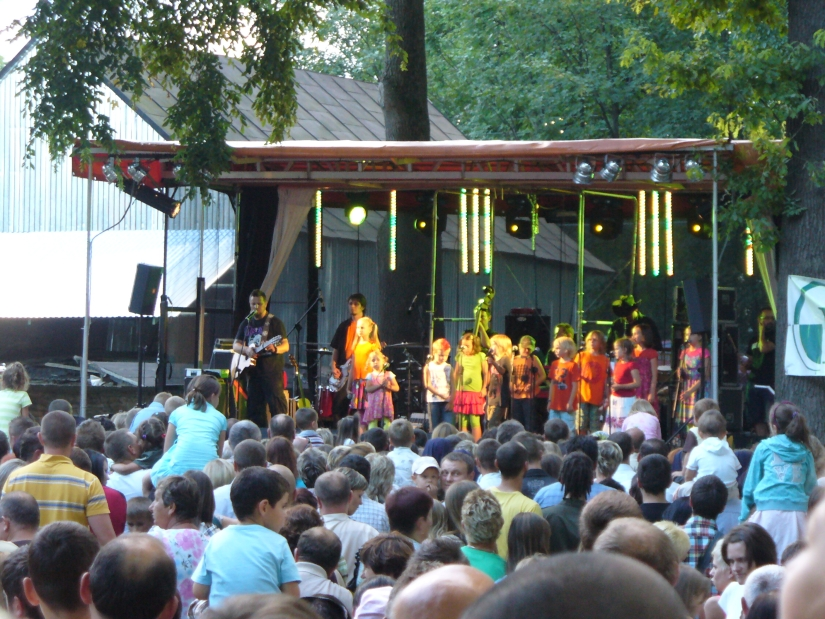
Arka Noego podczas koncertu w Besku (2010).

### Dorośli
- Robert Friedrich – gitara,
- Tomasz Krzyżaniak – perkusja,
- Marcin Pospieszalski – skrzypce, gitara basowa, syntezator,
- Mateusz Pospieszalski – saksofony, flety,
- Krzysztof Kmiecik – gitara basowa,
- Michał Garstecki – gitara basowa,
- Karol Nowacki – syntezator,
- Mikołaj Pawlak – flet,
- Robert Drężek – gitara,
- Tomasz Mazur – trąbka
- Józef Zatwarnicki – puzon
- Maria Friedrich – gitara,
- Michalina Slany – skrzypce.
- Agata Tauszyńska – śpiew.

## Dyskografia
| 2000                             | A gu gu - Data: 3 kwietnia 2000 - Wydawca: S.D.C.                                        | 7  |                   |
| 2000                             | Kolędy i piosenki na żywo - Data: 11 grudnia 2000 - Wydawca: S.D.C.                      | 2  |                   |
| 2001                             | Mama tata mam 2 lata! - Data: 28 maja 2001 - Wydawca: BMG                                | 2  |                   |
| 2002                             | Hip hip hura Alleluja! - Data: 1 kwietnia 2002 - Wydawca: Metal Mind Productions         | –  |                   |
| 2003                             | Daj na zgodę! - Data: 2 czerwca 2003 - Wydawca: GM Records                               | 6  | - platynowa płyta |
| 2005                             | Od rana do wieczora - Data: 16 maja 2005 - Wydawca: Metal Mind Productions               | 18 |                   |
| 2006                             | Nie ma to tamto – subito santo! - Data: 10 kwietnia 2006 - Wydawca: Fundacja Godne Życie | 13 |                   |
| 2008                             | Gadu Gadu - Data: 6 grudnia 2008 - Wydawca: Metal Mind Productions                       | –  |                   |
| 2008                             | Wszystkie piosenki - Data: 6 grudnia 2008 - Wydawca: Metal Mind Productions              | –  |                   |
| 2011                             | Pan Krakers - Data: 21 listopada 2011 - Wydawca: Metal Mind Productions                  | 38 |                   |
| 2014                             | Petarda - Data: 7 października 2014 - Wydawca: Metal Mind Productions                    | 22 |                   |
| 2017                             | Wyjątkowy osioł - Data: 1 czerwca 2017 - Wydawca: Metal Mind Productions                 |    |                   |
| 2019                             | Hip hip hura Alleluja 2019 - Data: 12 kwietnia 2019 - Wydawca: Metal Mind Productions    |    |                   |
| 2021                             | Nowe kolędy - Data: 26 listopada 2021 - Wydawca: Stage Diving Club                       | 7  |                   |
| „ – „ pozycja nie była notowana. |                                                                                          |    |                   |

Inne
| Rok  | Tytuł                                   | Uwagi                                                              |
| ---- | --------------------------------------- | ------------------------------------------------------------------ |
| 2001 | W pustyni i w puszczy                   | album i singiel z muzyką z filmu; piosenka "Staś i Nel"            |
| 2001 | Znów się rodzi, moc truchleje           | dodatek do wydania Gazety Wyborczej                                |
| 2002 | Hip hip hura Alleluja!                  | dodatek do wydania Gazety Wyborczej                                |
| 2002 | Nasze ulubione kolędy i pastorałki      | dodatek do wydania Przyjaciółki                                    |
| 2002 | Ja jestem (ścieżka dźwiękowa)           | gra komputerowa wydana przez Marksoft                              |
| 2005 | Pieśni z naszej parafii                 | dodatek do wydania Małego Gościa Niedzielnego                      |
| 2006 | Kaleka_38 (ścieżka dźwiękowa)           | reżyseria: Adam Leniec                                             |
| 2008 | Kolędy                                  | dodatek do wydania Małego Gościa Niedzielnego                      |
| 2009 | Stary Szaweł nowy Paweł                 | dodatek do wydania Małego Gościa Niedzielnego                      |
| 2011 | Baby są jakieś inne (ścieżka dźwiękowa) | reżyseria Marek Koterski, utwór "Mama to nie jest to samo co tato" |

## Nagrody i wyróżnienia
- Nagroda Fryderyk 2000 w kategoriach Album roku – pop (płyta A gu gu), Grupa roku, Fonograficzny debiut roku oraz nominacja w kategorii Piosenka roku (utwór „Święty święty uśmiechnięty”)[23]
- Tytuł „Parasol Szczęścia” (przyznany przez czytelników pisma „Twoje Dziecko”)[24]